# Aerith Gainsborough
Aerith Gainsborough (Nhật: エアリス・ゲインズブール Hepburn: Earisu Geinzubūru), được phiên âm là Aeris Gainsborough trong các bản phát hành tiếng Anh của Final Fantasy VII và Final Fantasy Tactics- cô là một nhân vật hư cấu trong trò chơi điện tử nhập vai Final Fantasy VII của Square (hiện là Square Enix). Nomura Tetsuya là người thiết kế hình ảnh cho cô với ý tưởng từ Kitase Yoshinori, Sakaguchi Hironobu và Amano Yoshitaka.
Aerith là một trong những nhân vật chính trong Final Fantasy VII, một phụ nữ trẻ liên minh với tổ chức khủng bố sinh thái AVALANCHE. AVALANCHE bắt đầu đuổi theo kẻ phản diện của trò chơi là Sephiroth, và cô cũng là người Cetra cuối cùng còn sống sót, hay còn gọi là "Ancient", một trong những chủng tộc lâu đời nhất hành tinh. Cô cũng xuất hiện trong loạt Tuyển tập Final Fantasy VII và Kingdom Hearts.
Diễn viên lồng tiếng Nhật cho cô là Sakamoto Maaya. Với bản phát hành bằng tiếng Anh, các nữ diễn viên lồng tiếng của cô là ca sĩ và diễn viên Mandy Moore trong Kingdom Hearts, nữ diễn viên Mena Suvari trong Kingdom Hearts II và Final Fantasy VII Advent Children, nữ diễn viên Andrea Bowen trong Crisis Core: Final Fantasy VII, cũng như Re Mind DLC của Kingdom Hearts III và nữ diễn viên Briana White trong Final Fantasy VII Remake. Nhân vật và những sự kiện xung quanh cái chết của cô trong Final Fantasy VII đã nhận được sự đón nhận tích cực từ các nhà phê bình và người hâm mộ.

## Khái niệm và sáng tạo
Aerith được Nomura Tetsuya thiết kế, với sự góp ý từ đạo diễn và nhà viết kịch bản Kitase Yoshinori, Sakaguchi Hironobu, trong khi Amano Yoshitaka tạo ra khái niệm hình ảnh. Cô có đôi mắt xanh lục và mái tóc dài màu nâu được buộc thành bím tóc bằng một dải ruy băng màu hồng. Cô mặc một chiếc váy dài màu hồng, áo khoác bolero và giày đi bộ đường dài màu nâu. Chiếc váy dài được thiết kế để có vẻ quý phái và tương phản với váy ngắn của Tifa Lockhart. Trong quá trình phát triển, Aerith được cho là em gái của Sephiroth vì cả hai có thiết kế giống nhau, nhưng thực tế cả hai là người yêu cũ của nhau khi Aerith nhớ đến Sephiroth lúc gặp Cloud vì cả hai đều là cựu SOLDIER. Trong quá trình phát triển sau này, mối tình đầu của Aerith được đổi thành Zack Fair.

## Nhạc chủ đề

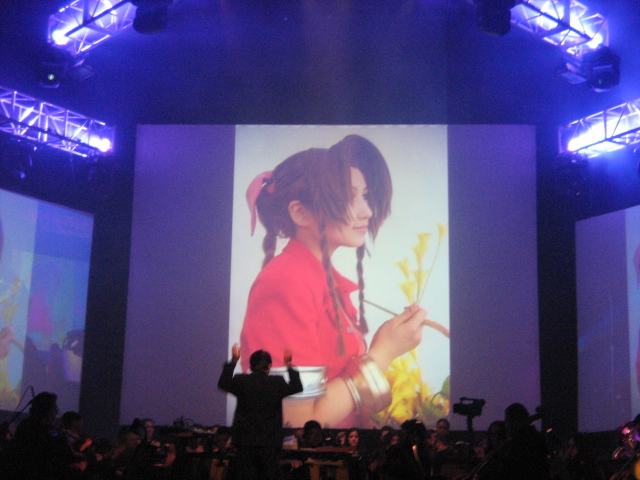
VGL trình diễn năm 2009

Một leitmotif liên kết với Aerith được chơi nhiều lần trong suốt Final Fantasy VII; Nó lần đầu tiên được nghe thấy trong những cảnh hồi tưởng với mẹ của Aerith tại nhà của bà, và được lặp lại khi cô bị Sephiroth giết. Bài nhạc cũng do nhà soạn nhạc chính của Final Fantasy là Uematsu Nobuo sáng tác. Bản nhạc "Flowers Blooming in the Church" cũng dựa trên nó.

"Aerith's Theme" rất phổ biến đối với những người hâm mộ Final Fantasy và đã truyền cảm hứng cho một phiên bản giao hưởng, một phiên bản piano và một phiên bản hát do ca sĩ Rikki (là người đã hát biểu diễn "Suteki Da Ne" cho Final Fantasy X). Một bản piano cùng chủ đề xuất hiện hai lần trong Advent Children và bản nhạc "Water" lặp lại các sắc thái của chủ đề: cụm mở đầu của "Aerith's Theme" xuất hiện ngay trước đoạn cao trào của bản nhạc "Divinity II", mà không lâu sau đó đã đưa vào dòng cuối cùng của nó cụm từ tiếng Latinh "Sola Dea fatum novit" (Only the goddess knows fate - Chỉ có nữ thần mới biết được số phận), và cũng được giới thiệu trong phần cuối của bộ phim. Nó đã được diễn giải lại trong bản tổng hợp OverClocked ReMix Voices of the Lifestream trong Final Fantasy VII. Năm 2013, "Aerith's Theme" đã đạt được vị trí thứ ba trong Classic FM Hall of Fame.

## Những lần xuất hiện

### Final Fantasy VII
Aerith Gainsborough lần đầu tiên được giới thiệu là một người bán hoa, khi cô có cuộc trò chuyện thoáng qua với Cloud Strife, một lính đánh thuê làm việc cho nhóm phản chính phủ AVALANCHE, anh đang chạy trốn khỏi vụ đánh bom Mako. Cả hai sau đó gặp nhau tại nhà thờ của Aerith ở khu ổ chuột Sector 5, nơi cô phải đối mặt với khả năng bị Turks bắt giữ. Aerith yêu cầu Cloud làm vệ sĩ cho cô với chi phí là một buổi hẹn hò. Cuối cùng cô bị bắt, nhưng được Cloud và các đồng minh của anh ấy giải cứu. Aerith sau đó cùng họ truy đuổi Sephiroth, đồng thời bắt đầu hành trình khám phá bản thân.

### Tuyển tập Final Fantasy VII
Trong Before Crisis: Final Fantasy VII, lấy bối cảnh vài năm trước các sự kiện của Final Fantasy VII, Aerith trở thành mục tiêu của hiện thân ban đầu của AVALANCHE, dẫn đầu là Elfé, người luôn tìm cách ngăn cản Shinra có được Cetra cuối cùng còn sống. Thay vào đó, AVALANCHE có ý định sử dụng cô để tìm hiểu Miền đất hứa cho mục đích riêng của họ, mặc dù một thành viên của Turks cố gắng bảo vệ cô.

### Các lần xuất hiện khác
Nhân vật của Aerith đã xuất hiện trong một số trò chơi nằm ngoài sự liên tục của Final Fantasy VII. Trong Final Fantasy Tactics, cô xuất hiện như một cô gái bán hoa; Khi một nhóm tội phạm quấy rối cô, Cloud xuất hiện và người chơi tham gia vào trận chiến với nhóm để cô trốn thoát. Itadaki Street Special có phiên bản có thể chơi được của Aerith, cũng như các nhân vật Final Fantasy VII khác như Tifa Lockhart, Cloud Strife và Sephiroth. Cô cũng xuất hiện trong Itadaki Street Portable cùng với các nhân vật trong Special, với sự xuất hiện bổ sung của Yuffie Kisaragi. Mặc dù không thể điều khiển, Aerith xuất hiện trong trò chơi đối kháng Dissidia 012 Final Fantasy với tư cách là một nhân vật trợ lý. Cô cũng xuất hiện trong trò chơi nhịp điệu Theatrhythm Final Fantasy với tư cách là một nhân vật phụ đại diện cho Final Fantasy VII. Trong LittleBigPlanet 2, Aerith được giới thiệu là một nhân vật có thể tải xuống. Aerith cũng xuất hiện dưới dạng trang phục Mii và linh hồn trong Super Smash Bros. Ultimate.

## Đón nhận

### Chung
Aerith đã nhận được sự đón nhận tích cực từ các nhà phê bình. GamesTM gọi cô ấy là "huyền thoại trò chơi điện tử". Stuart Hoggan của RPGamer cho rằng mặc dù Aerith "đại diện cho thiếu nữ gặp nạn, nhưng" cô ấy "đã phá vỡ khuôn mẫu về mặt tính cách," sở hữu "một sự dũng cảm đáng ngưỡng mộ, không hề tự phụ cũng không kém cỏi." Năm 2007, cô được Tom's Games đưa vào danh sách 50 nhân vật nữ vĩ đại nhất trong lịch sử trò chơi điện tử, nhờ cảnh chết cũng như vẻ đẹp ngoại hình và tính cách. Cùng năm đó, cô được vinh danh là nhân vật xuất sắc thứ năm mọi thời đại trong giải thưởng hồi tưởng của Dengeki PlayStation trong bản gốc trên PlayStation. IGN đã xếp cô ấy ở vị trí thứ hai trong danh sách nhân vật Final Fantasy VII hàng đầu của họ - một thứ hạng cao hơn cả nhân vật chính của trò chơi là Cloud Strife. GameTrailers đã xếp cô ấy ở đầu danh sách "những cô gái ngây thơ không thuộc về ai" vào năm 2010. Heath Hooker của GameZone xếp Aerith ở vị trí thứ năm trong danh sách các nhân vật Final Fantasy hàng đầu năm 2012 của ông ấy và viết rằng cô ấy "đã trở thành một biểu tượng không chỉ của loạt Final Fantasy, mà còn trong lịch sử trò chơi điện tử." Mối quan hệ của cô với Cloud cũng nhận được phản hồi tích cực, cả hai đều được liệt kê trong bài báo của IGN về những mối tình hay nhất trong trò chơi điện tử.

### Cái chết

Cảnh chết của Aerith trong Final Fantasy VII được người chơi và nhà phê bình coi là biểu tượng

Cái chết của Aerith trong Final Fantasy VII đã nhận được rất nhiều sự quan tâm. Theo GamesTM, cái chết của cô ấy đã giúp tạo nên sự nổi tiếng của Final Fantasy VII. Người chơi đã bình luận trên bảng tin và blog về cảm giác xúc động khi cảnh đó diễn ra. Người hâm mộ đã gửi đơn yêu cầu Kitase Yoshinori đưa cô trở lại. GameSpy đánh giá cái chết của cô là khoảnh khắc điện ảnh vĩ đại thứ 10 trong lịch sử trò chơi điện tử, trong khi độc giả của nó bình chọn đó là khoảnh khắc điện ảnh thứ hai. GamePro coi cảnh chết của cô ấy là khoảnh khắc tuyệt vời nhất trong tất cả những khoảnh khắc chơi game. Tom's Games gọi cảnh này là "vì vấn đề đó, đây là một trong những cảnh mạnh mẽ và đáng nhớ nhất của loạt Final Fantasy — hoặc bất kỳ trò chơi nào khác." Edge gọi cái chết của cô là "đỉnh cao kịch tính" của Final Fantasy VII, và gợi ý rằng việc giới thiệu lại cô ấy thông qua Tuyển tập các tựa game Final Fantasy VII được cho là "làm giảm đi khoảnh khắc tuyệt vời này." Năm 2005, Electronic Gaming Monthly liệt kê Final Fantasy VII đứng thứ sáu trong danh sách mười trò chơi quan trọng nhất của họ, nói rằng nếu không có trò chơi này, "Aeris sẽ không chết và game thủ sẽ không học được cách khóc." Năm 2011, IGN đã xếp cảnh chết chóc của cô ở vị trí số 1 trong danh sách những khoảnh khắc hàng đầu trong trò chơi điện tử. Năm 2012, PlayStation Magazine đã đưa nó vào danh sách mười khoảnh khắc PlayStation xúc động nhất. Cái chết được cho là thời điểm xác định của một câu chuyện tình yêu giữa các cặp đôi bất hạnh, giữa cô và nhân vật chính Cloud Strife.